# Horst Thurmann
Horst Thurmann (* 9. August 1911 in Düsseldorf; † 23. September 1999 in Elberfeld) war ein deutscher evangelischer Pfarrer, Hitlergegner, Häftling im KZ Dachau und Bibellehrer.

## Leben
Thurmann entschloss sich bereits vor seiner Reifeprüfung zu einem Studium der Evangelischen Theologie, hatte aber nicht den Beruf eines Gemeindepfarrers im Blick. Vielmehr war ihm die schwierige geistliche Problematik eines normalen Gemeindepfarramts bekannt, ebenso wie das Unvermögen der universitären Theologie, die im Wettlauf mit der Wissenschaftlichkeit mithalten will, wo sie nach seiner Überzeugung nur in einem streng begrenztem Maße Wissenschaft sein dürfe. Zu Ostern 1930 besuchte er in Göttingen die Theologische Fakultät, ohne große Erwartungen in seine Ausbildung zu setzen. Seine eigentliche Motivation zum Theologiestudium war vielmehr ein ausgeprägtes missionarisches Interesse: Menschen für Jesus Christus zu gewinnen. Dies wollte er tun als examinierter Theologe. Das breite geistig-kulturelle Spektrum, das mit dem Christentum verbunden ist, motivierte ihn vor allem zum Studium der Kirchengeschichte. Es folgten einige Semester in Marburg, Leipzig und Bonn. Weil Horst Thurmann Missionar werden wollte – zeitweise schwebt ihm Indien als Einsatzland vor –, erlernte er auch etwas die Sprache des Sanskrit. Im Herbst 1934 legt er das Erste Theologische Examen ab. Verschiedene Versuche, sich von Missionsgesellschaften zu einem Missionsdienst aussenden zu lassen, führten jedoch nicht zum Ziel. Er sagte selber dazu: Das alles sah ich als Wink des Herrn an, in Deutschland, wo durch Entstehen der Bekennenden Kirche echte Frontarbeit sich bot, zu bleiben.
Horst Thurmann unterstellte sich nun vielmehr der „illegalen“ Bekennenden Kirche im Rheinland zur praktischen Weiterbildung und wurde als Vikar in verschiedenen ihrer Gemeinden tätig. Der anschließende Besuch des Predigerseminars der Bekennenden Kirche in Finkenwalde/Stettin brachte ihm eine besondere Begegnung mit Dietrich Bonhoeffer, über deren Inhalt allerdings weiter nichts überliefert ist. Nach zahlreichen intensiven Gesprächen bat dieser Thurmann nach Ablauf des pflichtgemäßen Halbjahres vom Sommer 1936 weiterhin im ‘Bruderhaus’ als Inspektor und Repetitor zu bleiben.
Nach dem Zweiten Theologischen Examen in Barmen berief ihn im Herbst 1937 die Bekennende Kirche ins Rheinland zurück. In der Friedenskirche von Düsseldorf wurde er ordiniert. Danach tat er Dienst in verschiedenen Bekenntnisgemeinden, und in dieser Zeit verlobte er sich auch mit Magdalena Splettstößer. Im Januar 1940 kam er nach Euskirchen, wo er den dortigen Bekenntnispfarrer unterstützte. Am 11. März 1940 wurde er von der Gestapo verhaftet mit der Anschuldigung, in seelsorgerlichen Gesprächen mit Eltern seiner Schüler staatsgefährdende Äußerungen getan zu haben. U.a. hatte er mit der Mutter eines seiner Religionsschüler einen Disput geführt, der sie zu seiner Denunziation bei der Gestapo veranlasste. Thurmann berichtete später darüber:

„Die Mutter eines der Kinder betonte, der Religionsunterricht als Einrichtung der Kirche sei unwichtig; aber der Führer vertrete ein positives Christentum, und ‘alles, was der Führer tut, ist gut’. Ich schränkte ein, dass kein Mensch vollkommen sei. Die Frau wiederholte jedoch ihren Satz. Da schien mir ein Seelsorgefall gegeben. Um die Frau überhaupt ins Gespräch zu bringen, schilderte ich einen erwiesenen Vorgang grauenhafter Judenvernichtung (etwa 80 Juden wurden nach dem deutschen Einmarsch 1939 in einem polnischen Dorf durch SS bestialisch vernichtet). Ich schloss: „Ist solche Tat des Führers auch gut?“ Die Frau antwortete ausweichend und gab das Gespräch ihrem Manne weiter. Dieser verständigte empört die Gestapo, die hierin eine staatsfeindliche Hetze sah.“

Zur Begründung seiner Verurteilung diente der Heimtückeparagraph. Ein Gericht bestrafte ihn zu sechs Monaten Gefängnis, die er in Bonn verbüßte. Gleich danach wurde er in „Schutzhaft“ genommen und in das KZ Dachau überstellt, wo er Anfang Mai 1941 eintraf.
Thurmanns Sohn erzählte später: Nach der Verhaftung ihres Verlobten hatte Magdalena ein Gespräch mit einem der leitenden Pfarrer der Bekennenden Kirche im Rheinland, der nach dem Krieg an höchster Stelle stand. Dieser habe sie im Blick auf die Äußerungen Thurmanns zu einer der Mütter bezüglich eines Massakers an den Juden in Polen gefragt: „Musste Ihr Verlobter das sagen?“ Sie empfand die Empörung über diese Frage als Leisetreterei und ließ sie den Entschluss fassen, eine finanzielle Unterstützung durch die BK zurückzuweisen. Dieser Streit blieb ein Stachel, den die Eheleute Thurmann damit in die von BK-Leuten geleiteten rheinischen Landeskirche gepflanzt hatten.
Horst Thurmann war nun Gefangener im von der SS verächtlich so genannten „Pfaffenblock“. Seine Verlobte fuhr während dieser Zeit ins Reichssicherheitshauptamt nach Berlin und beschwerte sich darüber, dass den inhaftierten Pfarrern die übersandten Pakete nicht mehr ausgehändigt würden. Sie hatte zunächst Erfolg, denn der verantwortliche SS-Unterführer wurde gemaßregelt, und die Pakete erreichten wieder ihre Adressaten. Die Pfarrer durften wieder Bibelausgaben erhalten und die innere Ordnung ihres Tagesablaufs selbst gestalten. Außerdem erfuhr Thurmanns Verlobte noch eine ganz besondere Vergünstigung: Weil vor der Verhaftung schon das Aufgebot bestellt war, wurde die standesamtliche Trauung am 10. März 1942 in Dachau-Stadt unter Bewachung genehmigt. Als einmaliges Vorkommnis in der gesamten KZ-Geschichte wurde außerdem überliefert: Am 11. September 1943 ist das Paar im Evangelischen Betsaal in der Dachauer Frühlingstraße im Beisein eines SS-Mannes kirchlich getraut worden. Danach durften sie sogar noch ein paar Wochen zusammen verbringen.
Horst Thurmann schilderte das Ende seiner KZ-Haft so:

„Nach Jahren schwerster Erlebnisse wurden wir am 29. April 1945 durch eine militärische Einheit der amerikanischen Armee befreit. Der Plan der SS sah vor, am gleichen Tage abends um 21 Uhr das Lager anzuzünden und die Häftlinge zu erschießen. Durch einen Häftling war (in Verbindung mit einem SS-Mann) die noch in Pfaffenhofen stehende amerikanische Einheit von dem Plan verständigt worden. Im Direktvorstoß gelang es den US-Truppen, die Ausführung des SS-Planes zu verhindern. Um 17:30 Uhr war am 29. April das Lager befreit. Nach einmonatiger Quarantäne wurden wir deutschen evangelischen Pfarrer durch Vermittlung der bayerischen Kirchenleitung in das Schwabinger Krankenhaus in München am 29. Mai 1945 eingeladen. Einen Monat später konnte ich mit meiner Frau … die mir nach Dachau – München entgegengereist war, mit einem von den amerikanischen Stellen genehmigten Taxikraftwagen Ende Juni in Wuppertal-Elberfeld eintreffen.“

Thurmanns Weg mit seiner Kirche blieb auch nach der Befreiung ein steiniger. Seine theologisch begründete Ablehnung der volkskirchlichen Praxis der Säuglingstaufe führte dazu, dass er auch nach Kriegsende vier Jahre darum kämpfen musste, eine Stelle als Gemeindepfarrer zu finden, die seine theologischen Erkenntnisse anzunehmen bereit war. Vor allem die Weigerung, sein eigenes Kind zu taufen und die Ablehnung einer alternativen Segenshandlung durch die Kirchenleitung führten dazu, dass er in den Wartestand versetzt wurde. Im April 1951 bot ihm die Reformierte Gemeinde die Verwaltung ihrer Krankenhaus-Pfarrstelle an. Thurmann ging darauf ein, weil ihn das nicht verpflichtete, Säuglinge zu taufen. Die Berufung als Krankenhauspfarrer mit allen Rechten scheiterte zunächst am Einspruch der Kirchenleitung. Erst am 29. Juni 1958 wurde er endlich in seine Stelle eingeführt.
Seinen Ruhestand verbrachte Horst Thurmann in Wuppertal-Elberfeld. Hier betätigte er sich als Lehrer am Bibelseminar in Wuppertal. Er gehörte auch zum Autorenkreis der Zeitschrift „Bibel und Gemeinde“, für die er mehrere Artikel verfasste.

## Veröffentlichungen
- Das Wunder Kanon, das Wunder Gemeinde. Verl. u. Schriftenmission d. Evang. Gesellschaft f. Deutschland, Wuppertal-Elberfeld 1962.
- Die landeskirchlichen Gemeinschaften und die Krisis der Landeskirche. Verl. u. Schriftenmission d. Evang. Gesellschaft f. Deutschland, Wuppertal-Elberfeld 1963, [1.–3. Tsd.].